# Oranje jufferduif
De oranje jufferduif (Ptilinopus victor) is een vogel uit de familie Columbidae (duiven).

## Verspreiding en leefgebied
Deze soort is endemisch op de Fiji-eilanden en telt twee ondersoorten:
- P. v. victor: Vanua Levu, Rabi, Kioa en Taveuni.
- P. v. aureus: Qamea en Laucala.